# Travemunde Open 1986
Il Travemunde Open 1986 è stato un torneo di tennis facente parte della categoria ATP Challenger Series nell'ambito dell'ATP Challenger Series 1986. Il torneo si è giocato a Travemünde in Germania dal 14 al 20 luglio 1986 su campi in terra rossa.

## Vincitori

### Singolare
Alex Stepanek ha battuto in finale  Carl Limberger con il punteggio di 6–2, 6–0

### Doppio
Jim Pugh /  Desmond Tyson hanno battuto in finale  Jesús Colás /  Henri De Wet con il punteggio di 4–6, 6–3, 6–4